# Royal Aircraft Factory S.E.2
O Royal Aircraft Factory S.E.2 (de Scout Experimental 2) foi um dos primeiros aviões de reconhecimento monoposto britanico. Projetado e construído na Royal Aircraft Factory em 1913 como B.S.1, o protótipo foi reconstruído várias vezes antes de entrar em serviço no Royal Flying Corps sobre a Frente Ocidental nos primeiros meses da Primeira Guerra Mundial.

## Histórico
O projeto teve início na Royal Aircraft Factory em 1912, liderado por Geoffrey de Havilland, como um avião de reconhecimento leve e rápido de um só lugar, o primeiro avião do Mundo projetado especificamente para esta finalidade.
O desenho era de um pequeno biplano em configuração de tração, e foi designado B.S.1 (de Blériot Scout) em homenagem à Louis Blériot, um pioneiro no uso da configuração de tração em aviões. Ele tinha uma fuselagem monocoque de madeira com seção circular, e asas interligadas por longarinas. O controle lateral era obtido com o arqueamento das asas, inicialmente o avião era equipado com um pequeno leme sem lâmina fixa, e um profundor em peça única. Ele era equipado com um motor Gnome giratório de 14 cilindros dispostos em duas fileiras de 100 hp.
|  |

De Havilland não estava satisfeito com o controle fornecido pelo pequeno leme e desenhou um substituto maior, mas em 27 de Março de 1913, antes que o novo leme fosse instalado, ele caiu com o B.S.1 quebrando o maxilar e danificando muito o avião.
Depois desse acidente, o avião foi reconstruído, usando um motor Gnome de uma única fileira de cilindros, 80 hp e novas superfícies de cauda, com lâminas triangulares acima e abaixo da fuselagem, um leme maior e profundores convencionais divididos. Esse modelo reconstruído foi designado inicialmente B.S.2, mas logo foi redesignado como S.E.2 (de Scout Experimental). Ele voou pela primeira vez nessa nova configuração por de Havilland em Outubro de 1913.

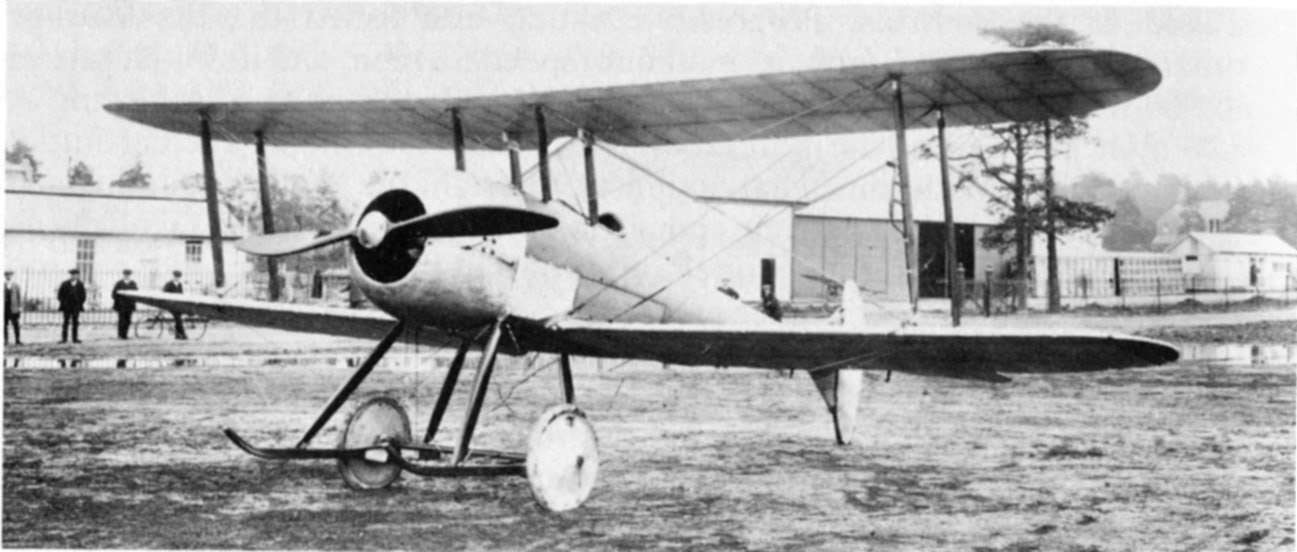
O S.E.2 em sua configuração intermediária.

Em Abril de 1914, o S.E.2 foi novamente reconstruído, dessa vez sob a supervisão de Henry Folland, pois de Havilland havia deixado a Royal Aircraft Factory para se tornar projetista chefe da Airco (o B.S.1/S.E.2 foi o último desenho que de Havilland produziu para a Royal Aircraft Factory).
O primeiro voo dessa nova reconstrução ocorreu em 3 de Outubro de 1914. Essa versão modificada é frequentemente referenciada como S.E.2a - essa designação não foi usada naquela época, e provavelmente, não é oficial.